# Économie du pétrole au Tchad
En juin 2000 la Banque mondiale a donné son accord pour l’exécution du projet d’exploitation du pétrole, validant ainsi un vaste programme de développement auquel les autorités croient beaucoup. La réalisation du programme d’exploitation est d’un coût d’environ 3,7 milliards de dollars et rapportera à l’État tchadien 2 milliards de dollars par an pendant 25 ans. Le gisement de Doba dans le sud du pays est le premier site d’exploitation qui devrait fournir 225 000 barils par jour. Et en juin 2003 le Tchad est devenu un pays exportateur de pétrole après plus de 30 ans de prospection par différentes compagnies internationales comme ExxonMobil (40 %, États-Unis), Chevron (25 %, États-Unis) et Petronas (35 %, Malaisie). 

## Historique
- 1962 : les premières recherches, infructueuses, sont lancées dans le nord du pays par une compagnie française
- 1969 : des recherches fructueuses sont lancées dans le Sud par une compagnie américaine, la CONOCO. La qualité médiocre du pétrole et surtout l'isolement géographique dissuadent pour près de trente ans toute exploitation commerciale.
- Début des années 2000 : fiasco de la tentative du Soudan d’exploiter le petit gisement de pétrole du lac Tchad avec la construction d'un oléoduc de 150 km pour acheminer le pétrole vers une petite raffinerie située dans la banlieue de la capitale N’Djaména[2].
- 18 octobre 2000 : lancement officiel des travaux de construction de l'oléoduc Tchad-Cameroun à Komé au Tchad
- 20 octobre 2000 : lancement officiel des travaux de construction de l'oléoduc Tchad-Cameroun à Kribi au Cameroun
- 2003 : début de l'exportation d'une quantité de 140 000 barils journaliers
- février 2005 : adhésion du Tchad à l'association des producteurs de pétrole africains (APPA)
- juillet 2006 : création de la Société des hydrocarbures du Tchad

## Économie du pétrole

### Les ressources pétrolières du Tchad
- Bassin de Doba : réserves prouvées supérieures à 900 millions de barils, soit environ 150 millions de tonnes. Trois principaux champs pétroliers en exploitation (Bolobo, Komé, et Miandoum).
- Bassin de Bongor : Rônier[3] et Mimosa près du village de Koud Alwa, à 20 km au sud de la petite ville de Bousso.
- Bassin de Sédigui : réserves de 150 millions de barils, inexploitées.

- D'après la CIA, en janvier 2008, les réserves prouvées du pays se montaient à quelque 1,5 milliard de barils[4].

### L'exploitation
Le gisement de Doba était exploité par un Consortium d'exploitation américano-malaisien (ExxonMobil, Chevron, Petronas) jusqu'en 2013, quand Chevron souhaita se dessaisir de ses parts, qui représentaient 25%. En 2014, le ministre tchadien de l'Energie et du Petrole Djerassem Le Bemadjiel négocia un prêt d'1,3 milliard de dollars avec Glencore pour la reprise de celles-ci, contre une part de la production pétrolière tchadienne.
- Entreprise chinoise CNPCIC (China National Petroleum Corporation-International Chad) pour l'exploitation du gisement de Rônier.
- Oléoduc Tchad-Cameroun de Komé au port de Kribi. (1070 km dont 205 au Tchad).
- Oléoduc  Rônier-Djarmaya. 350 km.
- Mini-raffinerie de Farcha (projet avorté).
- Raffinerie de Djarmaya inaugurée en 2011.

### Les revenus
Les revenus nets attendus se monteraient à deux milliards de dollars annuels, ce qui permettrait d'augmenter le budget de l'État de 40 à 50 %. L'industrie pétrolière représente jusqu'à 75 % des revenus des exportations du pays. Le pétrole représentait 37% des recettes de l'Etat en 2019.  
Une ONG tchadienne s'est donné pour mission de surveiller l'usage de ces revenus : le Groupe de Recherches Alternatives et de Monitoring du projet Pétrole Tchad- Cameroun. L'ONG publie une lettre mensuelle sur l'utilisation des revenus par le gouvernement tchadien, les négociations avec les bailleurs, l'évaluation des revenus...
Depuis 2003, les revenus pétroliers ont permis de financer de gigantesques infrastructures éducatives, sanitaires et routières mais également de moderniser l'armée tchadienne.